# Kim Sung-soo
Kim Sung-soo (* 23. Mai 1973) ist ein südkoreanischer Schauspieler und TV-Moderator.

## Leben
Nachdem er seine Karriere als Model begonnen hatte, debütierte Kim als Schauspieler in der Tokusatsu-Serie Vectorman und dem Erotikfilm The Sweet Sex and Love. Danach spielte er in den Filmen The Red Shoes, und R2B: Return to Base, sowie in Fernsehserien wie z. B. Full House, My Precious You, More Charming by the Day und My Lover, Madame Butterfly mit. 2009 hatte er sein Theaterdebüt im Schauspiel Mom, Do You Want to Go on a Trip?
In den letzten Jahren trat Kim auch in verschiedenen Varietéshows auf. Kim war ein Teilnehmer der in Südkorea populären Reality Show Invincible Baseball Team sowie der Host der Talk Show Win Win von 2010. Er war auch Gastgeber der Fashion-Sendung Homme, der Bowling-Show Lucky Strike 300 und der Kochshow Noodle Myeongga.

## Filmografie
- 1999: Hero Vectorman: Counterattack of the Evil Empire
- 2003: The Sweet Sex and Love
- 2005: The Red Shoes
- 2006: Monopoly
- 2008: Hellcats
- 2010: California High Noon (Kurzfilm)
- 2012: Into the Sun – Kampf über den Wolken (R2B: 리턴 투 베이스 R2B: Return to Base)

## Fernsehserien
- 1999: Vectorman: Warriors of the Earth 2
- 2004: Say You Love Me
- 2004: Full House
- 2004: Stained Glass
- 2005: Lawyers
- 2006: My Beloved Sister
- 2007: Bad Love
- 2008: My Precious You
- 2010: More Charming by the Day
- 2010: The Slave Hunters (Cameo-Auftritt)
- 2012: Suspicious Family
- 2012: My Lover, Madame Butterfly

## Theater
- Mom, Do You Want to Go on a Trip? (2009)

## Varieté
- Star N the City: Kim Sung-soo in London (XTM, 2009)
- Invincible Saturday: Invincible Baseball Team (KBS2, 2009)
- Homme 1.0 (XTM, 2009) – MC
- Family Outing (SBS TV, episode 79-80, 2010) – Guest
- Win Win (KBS2, 2010) – MC
- Homme 2.0 (XTM, 2010) – MC
- Lucky Strike 300 (XTM, 2010) – MC
- Saturday Night Live Korea (tvN, 14. Januar 2012) – Ep 7 host[9]
- Noodle Myeongga (Olive TV, 2012) – MC
- Running Man (SBS TV, episode 76-77, 2012) – Guest
- Master Chef Korea Celebrity (Olive TV, 2013)

## Auftritte in Musikvideos
- 추억은 시간이 지운다 (Youme, 2005)
- Never Ending Story (Boohwal, 2002)

## Diskografie
- As Time Goes By (Single, 2011)[10]

## Auszeichnungen
- 2017: KBS Drama Awards: Excellence Award (Daily Drama), Male (First Love Again)
- 2010: MBC Entertainment Awards: Top Excellence Award, Actor in a Sitcom/Comedy (More Charming by the Day)
- 2009: Style Icon Awards: Male Cyon New Chocolate Fashionista
- 2008: Jewelry Awards: Ruby Award
- 2007: Korean Model Awards: Model Star Award, Fashionmodel
- 2004: SBS Drama Awards: New Star Award (Say You Love Me)